# Wioletta Frankiewicz
Wioletta Frankiewicz, född den 9 juni 1977 som Wioletta Janowska, är en polsk friidrottare som tävlar i hinderlöpning och medeldistanslöpning.
Frankiewicz deltog vid Olympiska sommarspelen 2004 på 1 500 meter men där utslagen i semifinalen. Vid VM 2005 var hon i final på 3 000 meter hinder och slutade på en fjortonde plats. Under 2006 blev hon bronsmedaljör vid EM i Göteborg i hinderlöpning. 
Hon kvalificerades sig till finalen i hinderlöpning vid VM 2007 men fullföljde aldrig tävlingen. Hon deltog även vid Olympiska sommarspelen 2008 där hon slutade på en åttonde plats på 3 000 meter hinder.

## Personligt rekord
- 3 000 meter hinder - 9.17,15